# コールド・ネプチューン
コールド・ネプチューンは10地球質量（スーパーアース）から土星質量以下の質量を持つ惑星の分類である。コールド・ネプチューンは、親星からスノーライン以遠に存在する。そこでは水、アンモニア、メタン等の水素化合物が容易に凝固する温度である。
コールド・ネプチューンとしては、太陽系の天王星と海王星、及び太陽系外惑星のOGLE-2005-BLG-169LbとOGLE-2007-BLG-368Lb、MOA-2009-BLG-266Lb、OGLE-2015-BLG-0966b、グリーゼ163d、グリーゼ229b、グリーゼ433c、グリーゼ785c、グリーゼ876e、GJ3293 d、HD 85390 bなどが知られている。